# Sebastian Klenner
Sebastian Klenner (* 26. November 1976 in Weißwasser) ist ein ehemaliger deutscher Eishockeyspieler, der unter anderem für die Füchse Sachsen, Revierlöwen Oberhausen, Augsburger Panther, Hannover Scorpions und Frankfurt Lions in der Deutschen Eishockey Liga (DEL) aktiv war.

## Karriere
Das Eishockeyspielen erlernte er bei Dynamo Weißwasser bzw. dem Nachfolgeverein Lausitzer Füchse. Dort verbrachte er auch seine ersten beiden Profijahre in der DEL als einer der jüngsten Profispieler (mit 17 Jahren) und spielte unter anderem mit Jan Tábor zusammen. Im Jahr 1997 verließ er seine Heimat Weißwasser und ging eine Saison für den EV Duisburg in der damals zweithöchsten deutschen Spielklasse, der 1. Liga Nord, auf das Eis. In der Saison 1998/99 spielte er für den Iserlohner EC.
Nach den Stationen in der 2. Bundesliga führte ihn sein Weg nach Oberhausen. Die Revierlöwen verließ er jedoch nach nur einer Spielzeit wieder und unterschrieb einen Vertrag beim Ligakonkurrenten Augsburger Panther. Im Sommer 2001 kehrte er nach Oberhausen zurück und absolvierte anschließend 60 Ligapartien, in denen er zehn Scorerpunkte erzielen konnte. Nachdem die Oberhausener keine Lizenz für die DEL-Saison 2002/03 erhielten, schloss sich Klenner den Hannover Scorpions an. Mit ihnen erreichte er nach der Hauptrunde nur den zehnten Platz und verpasste somit die Qualifikation für die Play-offs. 
Im Sommer 2003 wechselte er innerhalb der Liga zu den Frankfurt Lions, wo er in der Saison 2004/05 zusammen mit dem NHL-Verteidiger Stéphane Robidas in einer Reihe aktiv war. Bereits in seinem ersten Jahr in Frankfurt konnte er mit seinem Team die deutsche Meisterschaft gewinnen. Bis heute bestritt er 449 DEL-Spiele.
Zur Saison 2006/07 wechselte er nach Dresden, wo er das Kapitänsamt bekleidete. Die Eislöwen verloren in den Play-downs gegen Weißwasser, sodass die Mannschaft in die Oberliga abstieg. Da Klenners Vertrag bei den Eislöwen nur für die zweite Liga galt, verließ er Dresden und entschied sich für einen Wechsel zum ETC Crimmitschau. Sebastian Klenner war beim ETC Assistenz-Kapitän und erreichte mit dem ETC den Einzug in die Play-offs. In der Serie gegen den späteren DEL-Aufsteiger Kassel Huskies kam es zu einer knappen Niederlage in sechs Spielen. Vor der Saison 2008/09 unterschrieb er einen Vertrag bei seinem Heimatverein, den Lausitzer Füchsen, und war seitdem bis zum Ende seiner Karriere im Jahr 2014 Kapitän der Mannschaft.
Im Anschluss an seine Karriere studierte er Medizin und wurde als Hausarzt in Weißwasser tätig.

### International
Sebastian Klenner bestritt 23 Länderspiele für die deutsche Nationalmannschaft. Bei der B-WM 2000 in Kattowitz (Polen) schaffte er mit der deutschen Nationalmannschaft den Aufstieg in die A-Gruppe.

## Erfolge und Auszeichnungen
- 2000 Aufstieg in die A-Gruppe bei der B-Weltmeisterschaft
- 2004 Deutscher Meister mit den Frankfurt Lions

## Karrierestatistik

### International
Vertrat Deutschland bei:
- U18-Junioren-Europameisterschaft 1994
- U20-Junioren-Weltmeisterschaft 1996
- B-Weltmeisterschaft 2000

(Legende zur Spielerstatistik: Sp oder GP = absolvierte Spiele; T oder G = erzielte Tore; V oder A = erzielte Assists; Pkt oder Pts = erzielte Scorerpunkte; SM oder PIM = erhaltene Strafminuten; +/− = Plus/Minus-Bilanz; PP = erzielte Überzahltore; SH = erzielte Unterzahltore; GW = erzielte Siegtore; 1 Play-downs/Relegation; Kursiv: Statistik nicht vollständig); 2inklusive 1. Liga/Bundesliga/DEL2